# سازوکار واکنش
سازوکار واکنش یا مکانیسم واکنش(به انگلیسی: Reaction mechanism) عبارت است از بررسی چگونگی انجام یک واکنش شیمیایی، واکنش‌های ابتدایی تشکیل دهندهٔ یک واکنش و مواد واسط به وجود آمده طی این فرایند. بررسی این موارد در حوضه سینتیک شیمیایی در علم شیمی است.